# Ута фон Тюбинген
Ута фон Тюбинген (на немски: Uta von Tübingen; † сл. 1302) е графиня от Тюбинген в Херенберг и чрез женитба графиня на Геролдсек.

## Произход
Тя е дъщеря на граф Рудолф I (III) фон Тюбинген-Херенберг († 1277) и втората му съпруга графиня Аделхайд фон Еберщайн-Сайн († сл. 1277), дъщеря на граф Еберхард V фон Еберщайн († 1248/1253) и Елизабет фон Баден († ок. 1266), дъщеря на маркграф Херман V фон Баден († 1243) и пфалцграфиня Ирменгард фон Брауншвайг († 1260).

## Фамилия
Ута се омъжва за Херман II фон Геролдсек († 1298, убит при Гьолхайм), фогт на Ортенау, син на Хайнрих I фон Геролдсек († 1296/1298), граф на Геролдсек и Велденц, и първата му съпруга Елизабет фон Лихтенберг († сл. 1270). Те имат три деца:
- Лугарт, омъжена пр. 12 март 1319 г. за Буркард IV фон Юзенберг († 28 декември 1336)
- Валтер V фон Геролдсек (* пр. 1301; † сл. 25 октомври 1362), господар на Хоен-Геролдсек и Тюбинген, женен I. пр. 25 септември 1314 г. за графиня Анна фон Фюрстенберг († 1345), дъщеря на граф Егон фон Фюрстенберг, ландграф в Баар († 1324), II. за Грете (I)
- Анна, омъжена за Хайнрих фон дер Дике